# Kurt Raeck
Kurt Paul Raeck (* 30. Juli 1903 in Berlin; † 10. Juli 1981 ebenda) war ein deutscher Dramaturg, Schauspieler, Theaterregisseur, Filmregisseur und Theaterintendant.

## Leben

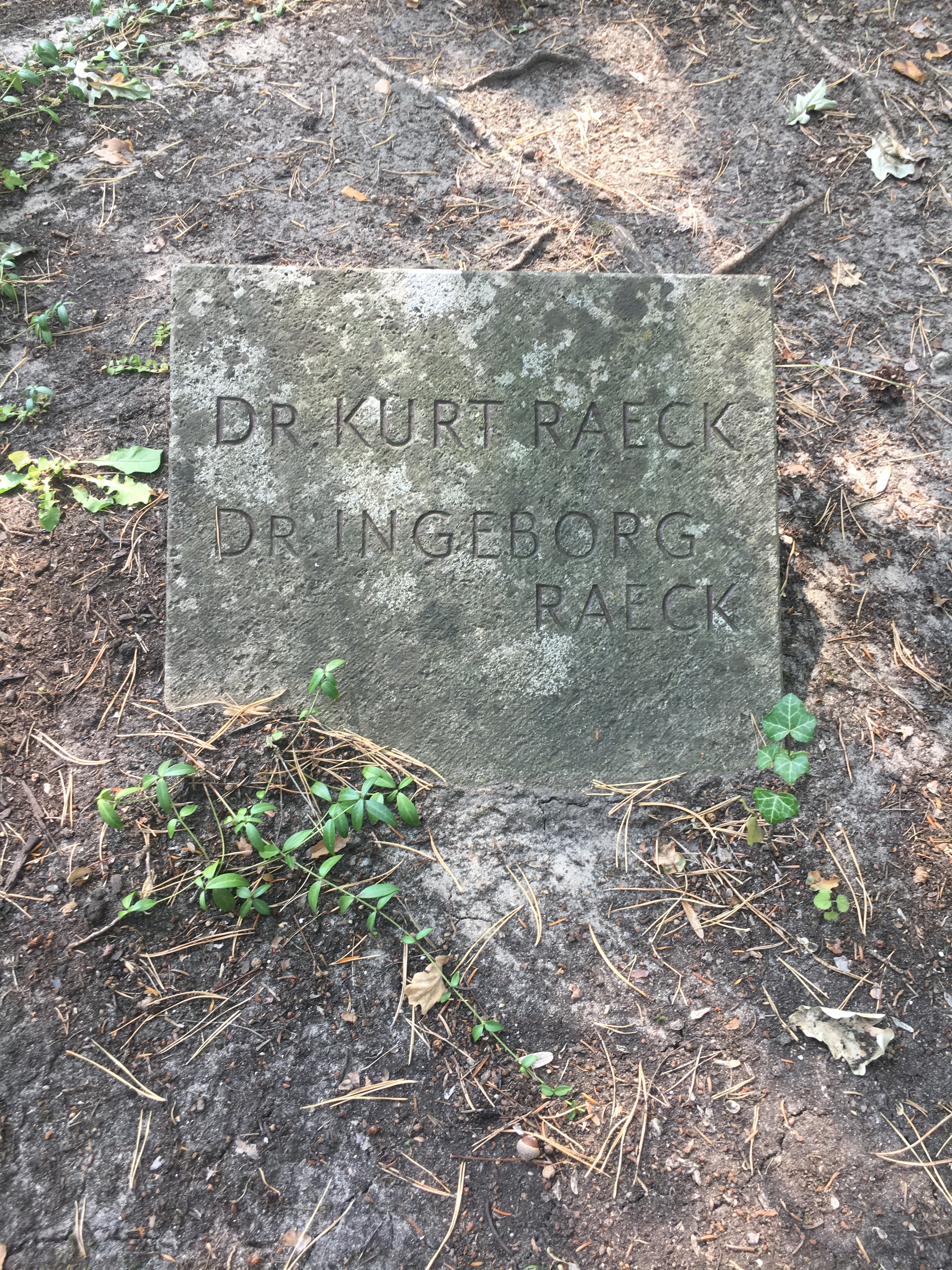
Grabstätte Kurt Raeck

Er studierte Germanistik und Theaterwissenschaft an der Universität Erlangen. 1928 promovierte er mit dem Thema Das deutsche Theater zu Berlin unter der Direktion Adolph L’Arronges. Danach arbeitete er zunächst als Schauspieler, später als Dramaturg an verschiedenen deutschen Bühnen.
Von 1930 bis 1933 war er Co-Direktor des Berliner Theaters und des Lessingtheaters. Von 1933 bis 1936 leitete er zusammen mit Ernst Legal das Berliner Hebbel-Theater, das zu dieser Zeit den Namen Theater in der Saarlandstraße führte. Von 1936 bis 1944 übte er unter Heinrich George die Funktion eines geschäftsführenden Direktors am Schillertheater aus.
1946 übernahm er die Leitung des Renaissance-Theaters, wo im selben Jahr Heinz Hilpert mit John van Drutens Das Lied der Taube ein großer Regieerfolg gelang. 1964 übernahm er zusätzlich die Intendanz des Thalia Theaters in Hamburg als Nachfolger von Willy Maertens. 1969 übergab er die Leitung des Thalia Theaters an Boy Gobert. Nach fast 33 Jahren übergab Raeck im Mai 1979 die Direktion des Renaissance-Theaters an Horst Mesalla.
Raecks Spielplan bewegte sich zwischen klassischem Theater und gehobenem Boulevardtheater. Er arbeitete in seiner Zeit am Renaissance-Theater mit zahlreichen bekannten Schauspielern, darunter Käthe Dorsch, Walter Franck, Ernst Schröder, Elisabeth Bergner, Lucie Mannheim, Albert Bassermann, Curt Goetz, Hilde Körber und Aribert Wäscher. 
Kurt Raeck starb im Jahr 1981, nur drei Wochen vor seinem 78. Geburtstag, in Berlin. Sein inzwischen verwaistes Grab befindet sich auf dem Waldfriedhof Dahlem. (Abt. 27 U d 35b)

## Theater (Regie)
- 1950: Lesley Storm: Schwarzer Chiffon (Renaissance-Theater Berlin)
- 1952: Noel Langley: Willst Du nicht das Lämmlein hüten? (Renaissance-Theater Berlin)

## Ehrungen
- 1973: Großes Bundesverdienstkreuz
- 1978: Ernst-Reuter-Plakette des Landes Berlin